# Anthidiellum tegwaniense
Anthidiellum tegwaniense là một loài Hymenoptera trong họ Megachilidae. Loài này được Cockerell mô tả khoa học năm 1914.
Loài này phân bố ở Zimbabwe.